# 극장판 도라에몽: 진구의 우주영웅기~스페이스 히어로즈~
《극장판 도라에몽: 진구의 우주영웅기 ~스페이스 히어로즈~》(映画ドラえもん のび太の宇宙英雄記（スペースヒーローズ）)는 2015년 3월 7일(토) 일본 개봉한 애니메이션 영화이다. 이번 영화는 영화 도라에몽 시리즈 35번째 작품이기도 하다. (애니메이션 제 2기 영화 시리즈 10번째 작품)

## 개요

### 스태프
감독은 영화 TV 시리즈, 후지코F후지오 박물관 안에 잇는 F시어터 상영 애니메이션에서 출연, 작화감독 등을 다룬 오오스기 요시히로가 최초로 감독을 담당한다. 전작 『극장판 도라에몽 진구의 아프리카 모험: 베코와 5인의 탐험대』(2014년)에 계속해서 각본은 시미즈 히가시가 담당한다. 본작에서, 시미즈는 『극장판 도라에몽: 진구와 철인군단 날아라 천사들』（2011년）부터 5년 연속으로 각본을 다우게 되었다. 연출에서는 『극장판 도라에몽: 진구의 비밀도구 박물관』(2013년) 등 영화시리즈에서 원화를 담당하고 있던 애니메이터 연출가의 사카이 카즈오, 미술감독에는 오오스기가 다룬 F시어터 상영 애니메이션 『F 캐릭터 올스타즈 대집합 도라에몽&퍼맨 위기일발!?』（2011년）에서 미술을 담당한 개곡투가 각자 최초 등판하고 있다.

### 게스트 성우
2015년 1월 31일에, 우주해적의 간부 하이드역에 폭소문제의 타나카 유우지, 메바역에 본작성우 최초 출연이 되는 여자 배우의 미츠키 아리사, 우주해적의 수령 이카로스 역에 배우의 이치무라 마사치카가 기용되는것을 발표하였다.
한국에서는 심형탁이 더빙에 참여하였다.

## 흥행성적
적국 365 스크린에서 공개되어 2015년 3월 7, 8일의 첫날 2일간 흥행수입 6억 4,473만 5,500엔, 동원 55만 7310명으로 영화관객동원 랭킹에서 최초 등장 제1위를 획득하였다. 또, 피아의 첫날 만족도랭킹에서도 만족도 90.7을 획득했고, 제 1위였다. 그 후, 공개 16일간 흥행수입 17억엔을 돌파하였다. 공개 37일째에 동원 328만 6028명, 흥행수입 36억 7525만 2050엔을 기록하였다. 흥행수입은 『극장판 도라에몽 진구와 기적의 섬: 애니멀 어드벤처』(2012년, 최종흥행수입 36억 2,000만엔)을 넘어 『극장판 도라에몽: 진구의 비밀도구 박물관』다음의 역대 제2위가 되었다. 그 후, 5월 26일 TV아사히 사장 요시다 신이치에 따른 회견에서는 동원 346만 5800명, 흥행수입 38억 8500만엔이 되었다는 것을 공표하였다. 최종 39억 3000만엔을 기록하였다.

## 줄거리
히어로 방송 "은하방위대"에 감격받은 스네오와 자이언이 시즈카를 불러 영웅물의 영화촬영을 시작한다. 거기서 도라에몽과 노비타도 합류해 감독로봇의 버거감독을 이용해 초능력을 쓸수있는 슈트를 착용해 본격적으로 영화를 찍게 된다. 하지만 폭클별의 아론과 만나게 되어 우주해적단과의 진짜 싸움에 말려들게 된다. 
과연, "은하방위대"가된 도라에몽들은 우주해적단의 총공격으로 폭클별을 지켜낼수 있을것인가!?

## 등장인물

### 오리지널 캐릭터
(캐릭터 - 성우)
- 도라에몽 - 미즈타 와사비/문남숙

히어로 슈트에 의해 돌머리의 요소가 특화되어 박치기의 위력이 높아지고 있다. 이 돌머리로 친구들이 붙잡혀 있던 공모양의 유리 (라고 해도 강도는 꽤 강했던 것으로 예상된다)를 파괴해 도라에몽 일행의 구출에 성공한다.
- 노진구 - 오오하라 메구미/김정아

영웅슈트에 따라 신뜨기의 요소가 특화되어 손으로부터 빨간 색의 털실이 나오는 능력이 달려있다. 하지만, 공격력은 전무로 오로지 실뜨기를 하는 것만 있다. 한번 아론과 함께 우주해적의 아지트에 침입하지만 우주해적이 눈앞에 있는 것을 안것으로 비명을 질러 발견되고 만다. 곧바로 도망치려했지만 찾아온 메바에 의해 아론과 함께 붙잡히고 만다. 그 후, 도라에몽과 시즈카, 버거감독에 의해 구출된다. 이카로스와의 결전에서는 털실의 투망을 발동한다.
- 만퉁퉁 (자이언) - 키무라 스바루/최낙윤

영웅슈트에 의해 힘이 쎈 요소가 특화되어 다른 4명보다 높은 격투능력을 발휘한다. 한번, 스네오와 함께 오곤에게 패해 잡혀버리고 말지만 도라에몽과 시즈카, 버거감독에 의해 구출되었다. 오곤과의 결전에서는 "엄마로부터 전수받은 무한 싸대기"라는 연속공격을 발동했다.
- 신이슬 - 카카즈 유미/조현정

영웅슈트에 의해 목욕이 좋은 요소가 특화되어 손에서 물을 빔의 모습으로 발사하는 능력이 달려있다. 진구들을 구출하러 갔을때는 버거감독의 입체영상과 협력하여 하이드를 조롱하고, 도라에몽 일행의 구출에 성공했다. 메바와의 결전에서는 대량의 열량을 풀어놓는 "하이퍼 온천빔"을 발동했다.
- 왕비실 - 세키 토모카즈/이현주

영웅슈트에 의해 프라모델 제작의 요소가 특화되어, 손끝에서 드릴과 매직핸드를 꺼내는 능력이 달려있다. 한번, 타케시와 함께 오곤에 패해 잡히지만, 도라에몽과 시즈카, 버거감독에 의해 구출되었다. 하이드와의 결전에서는 도라에몽의 4차원 주머니에서 꺼낸 장난감을 순식간에 소형비행기로 조립했다.
- 노비 타마코 - 미츠이시 코토노/임은정

노비타의 엄마이다.
- 타케시 엄마 - 타케우치 미야코/이재현

### 게스트 캐릭터
폭클 별
아론
성우 - 이노우에 마리나/이영란
폭클별의 보안관
스페이스 파트너회사의 사원에 위장해서 침입한 우주해적단의 음모에 유일하게 눈치챈 인물. 우주선을 약닥하고 도망가지만 추격자의 공격으로 우주선이 지구에 추락한다. 거기서 영웅영화를 촬영하고 있던 도라에몽들을 진짜 영웅으로 믿어버리고 그들에게 도움을 구한다. 폭클별에 도착한 후에는 행동을 같이 한다. 우주해적의 아지트에 침입하는 즈음에 메바에 의해 잡혀버리지만, 도라에몽과 시즈카, 버거감독에 의해 구출된다.
초기디자인은 사람의 모습을 하고 있었지만, 원작단편 "별똥별 유도 우산"에 등장하는 동물형 우주인을 참고해 현재의 디자인으로 고쳤다.
리본, 타레, 몬, 킨토키, 코로
성우 - 후루타 우타(리본), 이와토 류몬(타레), 우에다 켄/김연우(몬), 쿠사카 마사키(킨토키), 소가 나츠미/곽규미(코로)
아론과 사이좋은 아이들
의원
목소리 - 키요카와 모토무/이인석
폭클별의 의원
다른 폭클 별의 시민과 마찬가지로 우주해적단에게 속고 만다.
비서
목소리 - 코부시 노부유키

할아버지
목소리 - 세키네 노부아키

우주해적단
이카로스
목소리 - 이치무라 마사치카/황창영
우주해적단의 우두머리. 몸 색은 검고 오징어의 촉수를 늘린 괴수의 모양을 하고 있다.
보통은 아지가 된 검은 우주선내의 캡슐에 두문불출하면서 부하들에게 지시를 내려 실수를 범한 부하를 검은 액체로 석화분쇄시킨다. 약해진 육체를 부활시킬는 것에 필요한 흑연을 손에 넣기 위해 폭클별 전체의 에너지를 수속한 빔으로 아루마스를 파괴하려고 한다.
메바의 벨트로 아지트에서 해맨 노비타를 가볍게 다루지만 그가 꺼낸 털실을 던져 몸이 구속되어 육체가 진흙같이 붕괴해버린다. 그 후는 작은 오징어 모습이 되어 빔을 발사시키지만 도라에몽의 공기포로 넘어뜨려 버거감독의 되감기 기능으로 빔의 발사를 없던것으로 했다.
하이드
목소리 - 타나카 유지（폭소문제）/정주원
우주해적단의 간부. 지성파로 기계정비에 특히 강하다. 폭클별에서는 스페이스파트너 회사의 사원으로 위장하고 있다.
이야기 중반에서는 잡힌 노비타를 지켜보았지만, 시즈카의 능력과 버거감동의 임체영상에 조롱당해 노비타들의 전원에게 도망을 치게 하는 실수를 범했다.
최종결전에서는 기계에 올라타 도라에몽, 스네오, 아론을 뒤쫓지만 시즈카와 자이언에 의해 탄 기계가 날아가 패배한다.
캐릭터디자인의 원초가 된것은 후지코 원작자의 SF단편 "울지마! 유령"에 등장하는 유령. 초기는 이름의 유래에 있는 "지킬 박사와 하이드 씨"와 같이 지킬과 하이드라는 둘의 모습을 가진 캐릭터로 설정하였다.
메바
목소리 - 미츠키 아리사/강시현
우주해적단의 간부중 여자. 아메바형태의 모습을 가지고 있고, 성격은 매우 냉혹하다. 폭클별에서는 스페이스파트너회사의 사원으로 위장하고 있다.
이야기의 중반에서는 아지트에 침입한 노비타와 아론을 붙잡았다.
최종결전에서는 허리의 벨트가 뜻밖에 노비타의 손으로 넘어가버려, 그 후, 시즈카의 하이퍼 온천 빔으로 몸을 녹여 약체화, 즉 패배했다.
오곤
목소리 - 후루카와 유타카/박요한
우주해적단의 간부. 털투성이의 외모로 이야기는 하지 않는다. 괴력의 소유자로 본색을 드러내면 금색의 영기를 뿜는다. 폭클별에서는 스페이스파트너회사의 사원으로 위장하고 있다.
이야기 중반에서는 자이언과 스네오를 붙잡았다.
최종결전에서는 타케시의 엄마 전수기술 무한 싸대기로 지면에 내던저져 패배한다.
초기에는 적측의 보스로 이미지보드가 그려져 있어 "베무별에서 태어난 몬스터형 우주인"으로 되어 있었다.
부하
목소리 - 토리우미 카츠미、키타무라 켄지
우주해적단의 말단. 일부는 폭클랜드의 경비원으로 둔갑하고 있다.
그 외
버거 감독（영화감독로봇）
목소리 - 노토 마미코/송하림
햄버거모습의 감독로봇으로 비밀도구의 일종이다. 만들고 싶은 영화를 부탁하면 입체영상등으로 무대랑 적캐릭터를 준비해주고 하늘을 나는 초소형 카메라로 촬영해 준다. 되감기 기능으로 대상의 시간을 되감을 수 있다.
말은 말하지 않지만 신경질적인 성격으로 여자한테 약하다. 아론은 버거감독이 도라에몽들의 리더라고 착각했다.
노비타들의 구출의 즈음에는 시즈카와 협력해서 하이드를 희롱해 구출에 성공했다.
최종결전 후, 이카로스가 발사시킨 빔을 되감기 기능으로 되감아 빔의 발사를 없던것으로 했다.
이름의 유래는 영화감독의 스티븐 스필버그이다. 덧붙여서 『도라에몽 노비타와 몽환삼검사』（1994년）에서는 제멋대로 꿈을 보는 기계의 꿈 카세트 "쥐라기 행성"의 감독에 있어서 스필버그라는 이름이 등장한다.
아이들
목소리 - 후카다 아이、사토 카나미、텐진바야시 토모미、마츠다 시오리
이야기의 첫부분과 끝부분에 등장. 공터에서 노비타의 실뜨기를 구경한다.
출목 금붕어
목소리 - 오오니시 타케하루
은하방위대
목소리 - (알 수 없음)

## 등장하는 비밀도구
- 영화감독로봇
- 업그레이드 라이트
- 옷 갈아입기 카메라
- 대나무 헬리콥터
- 통역곤약
- 우주 캡슐
- 방패망토
- 비밀 나무들(ひみつ木っち)
- 분위기 업 악단
- 투명망토
- 두더지 장갑
- 공기포
- 음식이 나오는 식탁보
- 지열계측장치（명칭불명）
- 단단해지는 라이트(カチンカチンライト)
- 빅 라이트

## 스태프
- 원작 - 후지코 F. 후지오
- 각본 - 시미즈 히가시
- 캐릭터 디자인 - 마루야마 코이치
- 미술 감독 - 카이야 토오루
- 촬영 감독 - 수에히로 타카시
- 편집 - 코지마 타시히코
- 녹음 감독 - 다나카 아키요시
- 효과 - 이토카와 유키요시
- 음악 - 사와다 칸
- 치프 프로듀서 - 마시코 아지로, 키쿠치 히로유키, 오쿠라 슌스케, 사이토 미쓰루
- 감독/그림 콘티 - 오오스기 요시히로
- 기획/원안 협력/만화 - 무기와라 신타로
- 연출 - 사카이 카즈오, 아사노 카쓰야
- 작화 감독 - 마루야마 코이치/하타 히로미, 쓰지야 유타, 니시무라 타카요, 요시다 마코토, 오노 신야, 오오가와 이치로오, 카와케 미야비, 오카노 신고, 나가타 아미
- 메카 이펙트 작화 감독 - 스즈키 쓰토무
- 동화 검사 - 소메카와 히토나
- 색채 설계 - 마쓰타니 사나에
- 색상 지정, 색상 검사 - 타카하시 메구미, 노마구치 아사미, 토베 야오이, 나카노 나오미, 호리코시 토모코, 다이 킨 키코
- 특수 효과 - 사토 카오리
- 편집 조수 - 후지모토 리코
- 현상 - 도쿄현상소
- 애니메이션 협력 - 베가 엔터테인먼트(마쓰지스치 류지, 타키시마 쿠미코, 카와무라 타케오, 바바 준)
- 보너스 영상[2] - 야쿠와 신노스케, 스기사키 사토시, 마스이즈미 미치코
- 제작 진행 - 사토 다이신, 카사키 노부로, 오오이치 류타로, 타하라 아사미, 오오카노 타카노리, 쓰야마 치카, 사토 소타, 카사이 마리코, 이와오카 유메코, 키쿠치 이세이
- 제작 데스크 - 나카지마 스스무, 타카이 켄, 나카무라 카즈요시
- 아시스턴트 프로듀서 - 요코야마 사치에
- 프로듀서 - 카와키타 모모코, 쓰루자 키리카, 오노 히토시, 사이토 아쓰시, 다이킨 쓰이치, 사와베 노부마사
- 제작 - 영화 도라에몽 제작위원회(후지코프로, 쇼가쿠칸, TV 아사히, 신에이 동화, ADK, ShoPro)
- 배급 - 도호

## 설정・무대
미라클 히어로 은하방위대
아이들에게 있기있는 영웅TV방송이다. 약칭으로 "은하방위대", "미라클 은하방위대"라고 불리고 있다. 도라에몽 및 친구들도 팬으로, 이 방송이 계기가 되어 이야기의 발단이 되는 영화촬영이 이뤄지게 된다.
원래의 원작은 후지코F작품의 "미라・클・1"이다. 영화판에서는 모두 인간의 아이들이지만, 만화판에서는 "미라클 은하방위대"라는 제목으로 대부분 원작에 따른 모습으로 그려져 있다. (다만, 소형개였던 멍에게 맞는 캐릭터가 커다란 개인간같은 모습이거나 등 원작에는 없는 광선기를 쓰거나 한다.)
히어로 슈트
도라에몽들이 영웅영화의 촬영에서 사용한 의상이다.
업그레이드 라이트의 힘으로 착용의 힘을 끌어올리는 강력한 옷으로 변화해 있어서 착용자의 특기, 취미등에 맞는 능력을 쓸 수 있다. 목부분의 심자형 배찌를 떼면 소명하고, 붙이면 자동으로 착용할 수 있다.
폭클 별
아론의 고향이다. 하늘의 은하께의 말단에 위치하는 온화하고 평화로운 별으로, 다른 우주인이 마구 안온다.
우주해적단은 폭클별 전체의 에너지를 사용해서 아루마스를 파괴하려고 계획하고 그 영향으로 식물의 고갈등을 불러일으켰다.
아루마스
폭클별의 위성
표면을 덮는 다이아몬드로 항성으로부터의 빛을 폭클별을 향해 반시하고 있어서, 폭클별의 태양로써 역할을 갖는다. 아론에 따르면 다이아몬드를 노려 아루마스를 파괴하려다 실패한 사람이 있는 모양이다.
내부가 흑연의 구성으로 되어 있어, 우주해적단의 표적이 되었다.
벨트
우주해적단의 단원이 허리에 장착하는 벨트. 허리띠의 고리가 순간이동장치로 되어있어 사용하면 우주해적단의 아지트에 전송된다.

## 주제가
오프닝 「꿈을 이루어줘 도라에몽」
작사・작곡 - 쿠로스 카츠히코 / 편곡 - 사와다 칸 / 노래 - 도라에몽(미즈타 와사비), 노비 노비타(오오하라 메구미), 신이슬(카카즈 유미), 만퉁퉁(기무라 스바루), 왕비실(세키 토모카즈) (일본 컬럼비아)
엔딩 「360˚」
작사 - miwa / 작곡 - miwa & NAOKI-T / 편곡 - NAOKI-T / 노래 - miwa（소니 뮤직 레코드）
TV시리즈 주제가라 해도 2014년 12월 30일 방송부터 사용되었다.(현재는 사용되지 않는다.) 곡에는 합창곡에 있어서 도라에몽, 노비타, 시즈카, 자이언, 스네오의 5명이 참가하고 있는 것 외에도, 애니메이션의 영상에 첨가된 miwa와 미니☆미와즈 (遠藤真優・美優姉)가 춤을 추는 실사영상이 사용되었다. 2015년 2월 20일방송분의 『뮤직 스테이션』에서는 miwa와 도라에몽들 5명이 출연해 방송에서 사용되어 있는 버전을 공표했다.
삽입곡
「꿈을 이루어줘 도라에몽 합창 버전」
작사・작곡 - 쿠로스 카츠히코 / 편곡 - 사와다 칸 / 노래 - 히바리 아동합창단
「미라클 은하방위대의 테마곡」
작사 - 마이쿠스기야마 / 작곡・편곡 - 사와다 칸 / 노래 - 히바리 아동합창단

#### 한국의 주제가
주제가는 같으나 삽입곡이 합창버전이 아닌 기존버전이다.

## 표어
- DORAEMON THE SUPER STAR 2015
- 영웅은 네 안에 있다.(ヒーローは、キミの中にいる。)

## 갤러리

## TV방영
(애니원기준)
2016년 1월 3일~